# Jean Carmignac
Jean Carmignac (Parigi, 7 agosto 1914 – Viroflay, 2 ottobre 1986) è stato un presbitero e biblista francese.

## Biografia e studi
Presbitero dell'arcidiocesi di Parigi, esegeta, studioso dei testi biblici e traduttore dei Manoscritti del Mar Morto, seguì il corso degli studi nel Seminario Francese di Roma e presso il Pontificio Istituto Biblico. Invitato all'École biblique et archéologique française di Gerusalemme nel 1954, venne in contatto con i manoscritti della comunità essena di Qumran presso il Mar Morto, dei quali divenne uno specialista. Fu uno dei più grandi esperti del linguaggio dei rotoli del Mar Morto che studiò per anni accumulando conoscenze importanti nella lingua ebraica/aramaica del periodo inter-testamentario. Pubblicò alcune traduzioni dei rotoli.
Nel 1958 fondò e diresse fino al termine della sua vita la Revue de Qumran, rivista sui testi di Qumran, coadiuvato da Émile Puech a partire dal 1976.
In base ad un approfondito studio linguistico dei vangeli sinottici, durato circa vent'anni, divenne un assertore della loro primigenia stesura in lingua ebraica e non in greco come ci sono pervenuti e, quindi, della loro datazione attorno all'anno 50. Carmignac presentò questa sua tesi nel 1984, nel libro La naissance des Evangiles Synoptiques.
Le tesi che Carmignac presenta in questo libro:
1. è certo che Marco, Matteo e i documenti utilizzati da Luca erano redatti in una lingua semitica;
2. è probabile che questa lingua semitica fosse un tipo di ebraico molto simile a quello in cui sono stati scritti i rotoli ritrovati a Qumran, piuttosto che l'aramaico;
3. è possibile che l'apostolo Matteo evangelista abbia redatto in lingua semitica la raccolta dei detti di Gesù, la cosiddetta Fonte Q, in seguito utilizzata per redigere il Vangelo secondo Matteo e il Vangelo secondo Luca. La Fonte Q fu scritta probabilmente dal 30 al 40;
4. è molto probabile che il Vangelo secondo Marco sia stato composto in lingua semitica da Pietro apostolo;
5. è possibile che Pietro abbia scritto il suo vangelo in lingua semitica tra il 42 e il 45;
6. è probabile che il vangelo semitico di Pietro sia stato tradotto in greco, forse con qualche adattamento, da Marco evangelista a Roma, tra il 50 e il 63. La versione greca sarebbe quindi il Vangelo secondo Marco così come preservatosi, che avrebbe conservato il nome del traduttore invece che dell'autore;
7. è possibile che il vangelo in lingua semitica di Matteo sia stato scritto attorno al 45, utilizzando la Fonte Q, il vangelo di Pietro e una storia dell'infanzia. Probabilmente questo vangelo fu tradotto in greco verso il 50 e conosciuto in seguito come Vangelo secondo Matteo, così come preservatosi;
8. è verosimile che Luca abbia scritto il suo vangelo in greco dal 50 al 53 utilizzando del materiale tradotto in greco da una lingua semitica: probabilmente la Fonte Q, Marco e una storia dell'infanzia diversa da quella utilizzata per il Vangelo secondo Matteo. Questo sarebbe il Vangelo secondo Luca così come conservatosi;

## Opere in lingua originale
- Recherches sur le « Notre Père », 1969, Éd. Letouzey et Ané. (Il s'agit de la thèse de Carmignac)
- Royauté, Règne et Royaume de Dieu sans Eschatologie, Éd. Letouzey et Ané (Le mirage de l'eschatologie)
- À l'écoute du « Notre Père », 1984, Éd. F.X. de Guibert (ouvrage qui condense, à l'usage du grand public, les résultats de sa thèse de 1969, Recherches sur le « Notre Père »)
- La Naissance des évangiles synoptiques, 1984, Éd. F.X. de Guibert. (Synthèse très abrégée à l'usage du grand public des travaux de Carmignac sur les évangiles synoptiques)
- Revue de Qumrân, Éd. Gabalda
- Powstanie Ewangelii Synoptycznych, traduit W. Rapak, The Enigma Press, Mogilany-Krakow 2009 [édition polonaise]

Al 2023, parte degli scritti era custodita presso l'Institute Biblique, non tradotta e non disponibile per la consultazione.

## Opere tradotte in italiano
- Jean Carmignac, La nascita dei vangeli sinottici, Cinisello Balsamo, Edizioni Paoline, 1985, ISBN 978-88-215-2832-3.